# 시청로 (영천시)
시청로(Sicheong-ro)는 대한민국의 경상북도 영천시 중앙동 중심부를 연결하는 도로이다.

## 노선 경로
- 완산로와 직결
- 시청오거리 - 최무선로, 호국로, 동문길
- 사거리 명칭 미상 - 충효로
- 청산1길와 직결

## 주요 건물 및 시설
- 영천시청 - 경상북도 영천시 시청로 16